# Trampas y caretas
Trampas y caretas es una telenovela chilena, de género comedia romántica, escrita por Jorge Marchant Lazcano, dirigida por Vicente Sabatini y producida por Verónica Saquel. Fue transmitida desde el 23 de marzo hasta el 18 de agosto de 1992 por la cadena pública Televisión Nacional de Chile.
Es protagonizada por Bastián Bodenhöfer, Claudia Di Girolamo, Francisco Reyes y Yael Unger. Acompañados por Sonia Viveros, Mauricio Pešutić, Paulina Urrutia, Luis Gnecco, Patricia Rivadeneira, Luz Croxatto, Eduardo Barril, Ana Reeves y José Soza.
Trampas y caretas es la adaptación libre de la telenovela homónima brasileña de Lauro César Muniz. Fue considerada un éxito sin precedentes para ese canal en el género de ficción —comúnmente por liderado por Canal 13— posicionándose con su historia en el primer lugar de audiencias en su horario desde el primer episodio hasta el último. A su vez, se transformó en la primera telenovela de Televisión Nacional en producirse en democracia sin censura en sus contenidos. Para la banda sonora, se utilizó como tema principal la canción «Trampas y caretas» cantautora chilena Javiera Parra, esta fue utilizada en la secuencia de apertura y créditos finales. Además batió récord en Chile por ser la telenovela con mayor audiencia en los primeros cinco años de la medición de audiencias online (People Meter) por la empresa Time Ibope. La producción obtuvo un promedio de 30,5 puntos de audiencia durante su emisión.

## Argumento
Carmen Mackenna (Yael Unger) es una multimillonaria y obsesiva madre que sólo desea ver a sus dos hijos, ya treintones, casados y estables. Para esto, recurría a todos los trucos que tenga a su mano, los que en este caso tomaban la forma de una atractiva mujer, Mariana (Claudia Di Girólamo), a quien le encomenda el trabajo de enamorarlos y llevar al altar al que más ame, a cambio de un generoso cheque mensual.
La empresa no fue nada fácil porque Max y Luis Felipe tenían personalidades totalmente opuestas. El primero, Maximiliano (Francisco Reyes) era conservador, vivía en casa de sus abuelos y estudiaba violín. El segundo, Luis Felipe (Bastián Bodenhöfer) era el prototipo del Don Juan ochentero, con un largo listado de “amigas” que desfilaban por su departamento, decorado como un verdadero y futurista club nocturno, que tenía como mayordomo a un robot llamado Felipito (voz de Claudio Arredondo), un robot modelo "Omnibot 2000", radiocontrolado y su voz era hecha por un actor. El robot cobraba un sobrenatural protagonismo al final de la historia, cuando era raptado por extraños seres, que lo devolvían convertido en una especie de líder espiritual cibernético, con la misión de llevar a Luis Felipe a otro planeta.
Los tópicos interesantes de la trama fueron el cuestionamiento de la ética, el materialismo y los valores, engendrados en las dos protagonistas de la historia central: la madre, Carmen Mackenna, y la nuera comprada, Mariana.
Dentro de la historia también destacaron los personajes de Amadeo (Luis Gnecco) y Doris Machuca (Paulina Urrutia), el primero el amanerado mayordomo de Max, y la segunda era una empleada amante de la música tropical. Por otra parte se encuentra Roberto Fabres (Eduardo Barril), un hombre de edad quien gusta de las mujeres menores, por ello se acaba de separar de Carmen debido al compromiso de amor que tiene con María Fernanda (Adriana Vacarezza), una joven mujer 20 años menor que él.

## Reparto
- Claudia Di Girolamo como Mariana Ríos Soler.[6]
- Bastián Bodenhöfer como Luis Felipe Fabres Mackenna.
- Francisco Reyes como Max Cruchaga Mackenna.
- Yael Unger como Carmen Mackenna.
- Sonia Viveros como Sofía Ortiz Moya.
- Mauricio Pešutić como Vittorio Briceño.
- Paulina Urrutia como Doris Machuca.
- Luis Gnecco como Amadeo Morales.[7]
- Ana Reeves como Leticia Mancini.
- José Soza como Bernardo Noimann.
- Eduardo Barril como Roberto Fabres.
- Luz Croxatto como Marcela Dupré Novoa.
- Consuelo Holzapfel como Teresa Ríos Soler.
- Alejandro Castillo como Marcos Villagrán.
- Patricia Rivadeneira como Ana Rosa Astudillo "Roxana Ross".
- Adriana Vacarezza como Fernanda de la Riva.
- María Izquierdo como Michelle Benoit.
- Carlos Matamala como Joaquín Ríos.
- Marés González como Zulema Moya.
- Anita Klesky como Isidora Novoa.
- Gloria Canales como Emilia Soler.
- Óscar Hernández como Octavio González.
- Mireya Véliz como Adela Quiñones.
- Javiera Parada como María José Villagrán Ríos.
- Juan Pablo Bastidas como Gonzalo Benoit.
- Aline Kuppenheim como Antonia Fernández.
- Remigio Remedy como Álvaro Romero.
- Pamela Peragallo como Virginia Villagrán Ríos.
- Federico Sánchez como Cristián Salazar.
- Marcela Stangher como Claudia Betancourt.

## Premios y nominaciones
| Año  | Premio       | Categoría        | Resultado |
| ---- | ------------ | ---------------- | --------- |
| 1992 | Premios APES | Mejor telenovela | Ganadora  |

## Banda sonora
1. Javiera Parra - Trampas y caretas (tema principal)
2. Emmanuel & Juan Luis Guerra - No he podido verte (Tema de Mariana y Felipe)
3. Ariztía - No te olvido
4. Magneto - Vuela, vuela (tema de Felipe)
5. Pablo Herrera - Amor amor
6. Roberto Carlos - Por ella
7. El General - Estás muy buena (tema de Doris)
8. Chayanne - Daría cualquier cosa
9. Ana Gabriel - Hice bien quererte
10. Andrea Tessa - La fuerza de la vida
11. Fernando Casas - Amiga Soledad
12. Alejandro Lerner  - Secretos
13. Franco De Vita - Ya lo había vivido
14. Luis Ángel Márquez - Flor dormida (tema de Carmen y Roberto)

## Audiencia y horarios
- Retransmitida entre enero y marzo de 1997, durante el primer mes se emitió a las 15.30 horas pero a partir de febrero pasó a la franja de las 18 horas de lunes a sábado con episodios de larga duración. Conforme pasó el tiempo, se llegó a dar hasta tres episodios por día de su versión original, sin embargo la reposición de la teleserie obtuvo un tremendo éxito, bordeando los 27 puntos de índice de audiencia en muchas ocasiones y en sus capítulos finales llegó a rozar los 30 puntos aproximadamente.
- Es la primera teleserie que rompe la hegemonía de índice de audiencia de Canal 13, que se arrastraba desde la década de 1980. Si bien TVN obtuvo éxitos importantes con La torre 10 (1984), La represa (1984), Marta a las ocho (1985), Mi nombre es Lara (1987), Bellas y audaces (1988) y A la sombra del ángel (1989); Trampas y caretas tiene la particularidad de ser la primera que obtiene un éxito masivo en Televisión Nacional, luego del retorno a la democracia, inaugurando además una nueva hegemonía de TVN sobre Canal 13, que se interrumpiría con éxitos esporádicos del canal católico como Marrón glacé (1993), Adrenalina (1996) o Playa salvaje (1997) en la llamada Guerra de las teleseries. Esta desigual competencia derivó incluso en la suspensión de actividades del área dramática de esta última estación a comienzos de la década del 2000. Se puede inferir incluso que el contexto político de comienzos de los '90 favoreció que parte de la audiencia de las teleseries chilenas fuese favorable a cambiar sus preferencias de Canal 13 a TVN, algo impensable durante los '80 por el hecho de que el canal nacional estaba identificado con el régimen militar, lo que repercutía en el índice de audiencia de su programación.

## Versiones
- Transas e Caretas (1984), una producción de Rede Globo, fue protagonizada por José Wilker y Natália do Vale.